# Port lotniczy Gemena
Port lotniczy Gemena (IATA: GMA, ICAO: FZFK) – port lotniczy położony w Gemena, w prowincji Ubangi Południowe, w Demokratycznej Republice Konga.

## Linie lotnicze i połączenia
| Linia Lotnicza                 | Kierunek                |
| ------------------------------ | ----------------------- |
| Air Kasaï                      | 1. Kinszasa 2. Mbandaka |
| Compagnie Africaine d'Aviation | 1. Lisala               |